# Коваленко Аліса Олександрівна
Аліса Олександрівна Коваленко (нар. 24 вересня 1987, Запоріжжя) — українська кінорежисерка, член Європейської кіноакадемії.

## Життєпис
Народилася 24 вересня 1987 у місті Запоріжжя.
Навчалася в Київському Національному університеті ім. Тараса Шевченка на факультеті журналістики (2006—2011).
У 2015 році закінчила Київський Національний університет театру, кіно і телебачення ім. І. К. Карпенка-Карого за спеціальністю режисура документального фільму (майстерня О.Коваля) та вищі курси режисури документального фільму DOK PRO в школі Анджея Вайди (Варшава, Польша).
Її дебютний повнометражний фільм «Сестра Зо» був представлений на міжнародних фестивалях.
У 2014 році, Аліса поїхала у найзапекліші точки на фронті у Слов'янськ і до руїн Донецького аеропорту. У тому ж році вона потрапила в полон до російських окупантів під Краматорськом. Ці події лягли в основу другого повнометражного фільму «Аліса в країні війни», прем'єра якого відбулась на міжнародному кінофестивалі IDFA в Амстердамі у 2015 році, в конкурсній програмі для молодих режисерів First Appearance. Фільм здобув три нагороди як найкращий документальний фільм: в Парижі, Агадирі та Мехіко. Її наступний повнометражний документальний фільм «Домашні ігри», прем'єра якого відбулася на міжнародному кінофестивалі у Великій Британії Sheffield Doc/Fest, 2018, здобув 10 нагород на міжнародних кінофестивалях.
Також влітку 2018 року вона як головний редактор та співрежисер випустила 10-ти серійний документальний серіал про жіночий футбол в Україні, що транслювався на на телеканалі Current Time TV (Чехія) та Перший: UA (Україна).
На початку повномасштабного вторгнення Росії у 2022 році Аліса Коваленко вирішила змінити камеру на зброю вступила до лав Української добровольчої армії в другу штурмову роту «Чорні поплавці», п'ятого батальйону УДА.

## Приватне життя
Чоловік - Stéphane Siohan і син Тео.

## Фільмографія
- 2012  — Так воно і є
- 2012 — «Поза Євро» — документальний альманах (Україна), короткометражний документальний фільм «Зося та Запара». Міжнародна прем'єра: Docudays UA, 2012 (Україна, Київ).
- 2013 — Баба Галя
- 2014 — «Сестра Зо» // Sister Zo — повнометражний документальний фільм (Україна). Міжнародна прем'єра: Molodist, 2014 (Україна, Київ)
- 2015 — «Аліса в країні війни» // Alisa in Warland — повнометражний документальний фільм (Польща). Світова прем'єра: IDFA, 2015 (Амстердам, Нідерланди).
- 2018 — «Домашні ігри» // Home Games — повнометражний документальний фільм (Україна, Франція, Польща). Світова прем'єра: Sheffield Doc/Fest, 2018 (Шеффілд, Велика Британія).
- 2019—2021 — «Експедиція 49» // Expedition 49 — повнометражний документальний фільм (Україна, Франція), у виробництві.
- 2023 — «Ми не згаснемо» — повнометражний документальний фільм
- 2023 — «Дівчина далеко від дому» — у співрежисурі з Саймоном Леренгом Вільмонтом — короткометражний документальний фільм
- 2025 — «З любов'ю з фронту» — повнометражний документальний фільм[5].

## Визнання
- 2015 рік — головний приз Festival de cinéma et de Droits de l'homme de Paris & Barcelone (Париж, Франція).
- 2015 рік — головний приз DocsMX Mexico (Мехіко, Мексика)
- 2016 рік — гран-прі за «Переданий в неймовірних сценах образ війни, який з'єднав особисті переживання і політику» на МКФ документального кіно в Агадірі, Марокко[6].
- 2018 рік  — приз за найкращий європейський документальний фільм на 9-му Одеському міжнародному кінофестивалі
- 2018 рік — приз за найкращий документальний фільм на Міжнародному кінофестивалі «Duhok» (Автономна республіка Курдистан, Ірак)
- 2018 рік — приз за найкращий документальний фільм на 25-ий Мінський міжнародний кінофестиваль «Лістапад»
- 2019 рік — приз за найкращий документальний фільм на міжнародному кінофестивалі Wales International Doc Fest 2019 (Кардіфф,  Уельс, Велика Британія)
- 2019 рік — приз за найкращий документальний фільм від Федерального міністерства закородонних справ на міжнародному кінофестивалі Центральної та Східної Європи GoEast 2019 (Вісбаден, Німеччина)[7].
- 2023 рік — спеціальний приз за найкращу режисерську роботу від компанії Samsung на 14-му Одеському МКФ[8].
- 2023 рік — спеціальна відзнака Onion Award на 14-му Міжнародному фестивалі документального кіно MakeDox[9].
- 2023 рік — найкращий документальний фільм у сфері захисту прав людини на 14-му Одеському МКФ[10].
- 2023 рік — головний приз на 20-му Міжнародному фестивалі документального кіно про права людини Docudays UA[11]